# Adrian Rollini

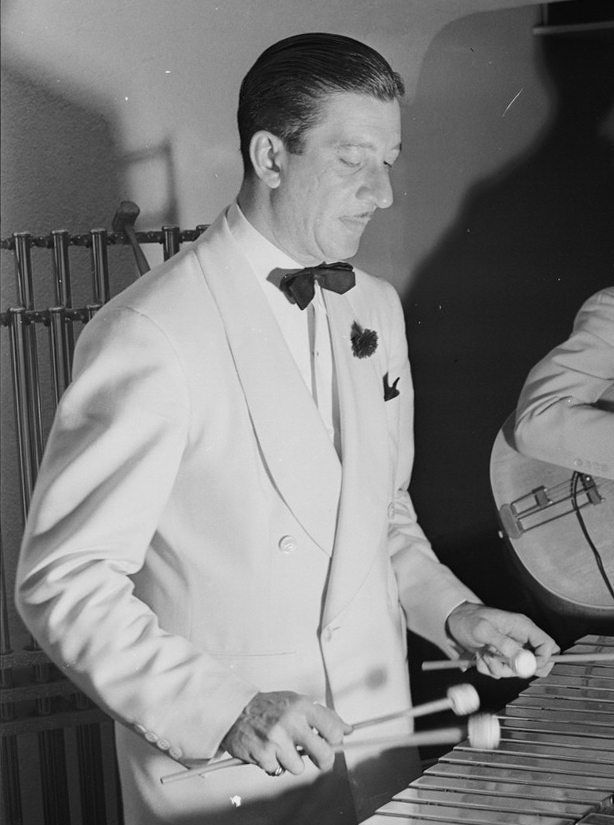
Adrian Rollini am Vibraphon, zwischen 1938 und 1948
Foto: William P. Gottlieb

Adrian Francis Rollini (* 28. Juni 1903 in New York; † 15. Mai 1956 in Homestead, Florida) war ein multiinstrumenteller Jazz-Musiker der frühen Jazz und der Swing-Ära. Er spielte Basssaxophon, Klavier, Xylophon, Vibraphon, Celesta und andere Instrumente, darunter auch so exotische wie den Hot Fountain Pen (ein zylindrisch gebohrtes, Chalumeau-artiges Holzinstrument ohne Klappen, mit Klarinettenmundstück) und das Couesnophon.

## Leben und Wirken
Adrian Rollini entstammte einer Musikerfamilie; seine Eltern waren Ferdinand Rollini und dessen Frau Adele Rollini, geborene Augenti; sein jüngerer Bruder war der Tenorsaxophonist Arthur Rollini. Rollini wuchs in Larchmont, New York auf.
Mit vier Jahren spielte er ein fünfzehnminütiges Konzert im Waldorf Astoria in New York, darin enthalten u. a. Frédéric Chopins Minutenwalzer; mit 14 hatte er seine erste eigene Gruppe. 1922 erzielte er seinen Durchbruch in der Band California Ramblers, bei der er bis 1926 blieb. Dort begann er mit dem Klavier, erlernte aber dann das Basssaxophon, weil Bandleader Ed Kirkeby dieses als Bassinstrument zusammen mit der Tuba einsetzen wollte. Auf dem ungewöhnlichen Basssaxophon spielte er flüssige und modern anmutende Soli, die ihrer Zeit zwanzig Jahre voraus waren.
Ab 1924 leitete er eine Teilformation der California Ramblers, die Little Ramblers, und zwischen 1926 und 1927 wurde er bekannt mit den Goofus Five, benannt nach dem von Rollini gespielten seltenen Instrument Goofus (Couesnophon). Rollini spielte mit häufig wechselnden Gruppen, Gruppennamen und Besetzungen mit vielen Größen des Swing als Sessionmusiker mit Bix Beiderbecke, Red Nichols, Joe Venuti, Frank Trumbauer und Miff Mole. Nach einem gescheiterten Versuch als Bandleader im Hotel New Yorker ging er 1927 nach London, um mit Fred Elizalde im Savoy zu spielen. Ende 1929 kehrte er zurück in die Vereinigten Staaten und arbeitete in der nächsten Dekade vorwiegend als Studiomusiker mit u. a. Miff Mole, Jimmy Dorsey, Coleman Hawkins, Rube Bloom, Bunny Berigan, Red McKenzie und Bobby Hackett.
Im April 1934 kam er mit dem für Vocalion Records aufgenommenen Song „A Thousand Goodnights“ erstmals in die nationalen Charts; sein zweiter und letzter Hit war „Weather Man“ im Juli 1935, mit Wingy Manone und Carmen Mastren als Bandsänger. In diesem Jahr eröffnete er seinen eigenen Club, Adrian’s Tap Room, im Basement des Hotels President in der West 48th Street; dort spielte u. a. Wingy Manones Quartett. Rollini spielte seit dieser Zeit überwiegend Vibraphon und spielte mit seinem Trio Tanzmusik in Hotels. In seinen letzten Jahren spielte er keine Rolle mehr in der aktuellen Entwicklung des Jazz und war Hotelbesitzer.
Rollini hat als Bass-Saxophonist nicht nur für dieses eher seltene Instrument, sondern vor allem für die Baritonsaxophonisten der nachfolgenden Swing-Ära Maßstäbe gesetzt. Zusammen mit Duke Ellingtons Harry Carney und Jimmy Dorsey (der in den zwanziger Jahren gelegentlich Basssaxophon spielte) bewies er als einer der ersten, dass man auch auf den tieferen Saxophonen flüssig und sogar zart und einfühlsam phrasieren kann. Auf dem Vibraphon/Xylophon gehört er mit Lionel Hampton und Red Norvo zu den Pionieren dieses Instruments (seine erste Vibraphonaufnahme ist fast zeitgleich mit der ersten von Hampton erschienen), Kritiker vermissten aber trotz aller technischen Perfektion auf diesem Instrument bei ihm die mitreißende Emotionalität, die seine Basssoli auszeichnete.
Adrian Rollini war verheiratet mit Dorothy Rollini (1905–1977), genannt Dixie.
Ende April 1956 stürzte Rollini von der Treppe des Green Turtle Inn (das er zu kaufen gedachte) in Islamorada auf den Florida Keys. Dabei wurde sein rechter Fuß fast abgetrennt. Er wurde in ein örtliches Krankenhaus gebracht und behandelt. Aufgrund seines generell starken Alkoholkonsums und des jetzigen Zwangs-Entzugs geriet er ins Delirium Tremens. Man versuchte, ihn künstlich zu ernähren, indem man durch die aufgrund der Tuberkulose in seiner Jugend vernarbte Speiseröhre einen mit Quecksilber beschwerten Tubus schob, der dabei platzte. Im Autopsiebericht wurde neben einer Leberzirrhose eine durch das Einatmen des Quecksilbers gebildete Lungenentzündung konstatiert. Er starb am 15. Mai 1956 in Homestead, Florida.

## Ehrungen
1998 wurde Rollini in die Big Band and Jazz Hall of Fame aufgenommen.

## Gruppen unter seiner Leitung
- Adrian and his Tap Room Gang
- Adrian Rollini and his Orchestra
- Adrian Rollini Quintette
- Adrian Rollini Trio
- Adrian’s Ramblers
- Goofus Five
- Little Ramblers

## Musiker in seinen Gruppen
Unter Adrian Rollinis Leitung spielten:
Charlie Barnet (Tenor-Saxophon), Bunny Berigan (Trompete), Artie Bernstein (Bass), Clay Bryson (Gesang), Chick Bullock (Gesang), Pat Circirello (Trompete), Harry Clark (Bass), Jimmy Dorsey (Klarinette, Alt-Saxophon), Tommy Dorsey (Posaune), Art Drellinger (Klarinette, Tenor-Saxophon), Al Duffy (Violine), Benny Goodman (Klarinette), Irving Goodman (Trompete), George Hnida (Bass), Pat Hoke (Gesang), Jonah Jones (Trompete), Stan King (Schlagzeug), Dave Klein (Trompete), Manny Klein (Trompete), Carl Kress (Gitarre), Gene Krupa (Schlagzeug), Eddie Lang (Gitarre), Ella Logan (Gesang), Charlie Magnante (Piano, Accordeon), Dick McDonough (Gitarre), Johnny McGee (Trompete), Fulton McGrath (Piano), Red McKenzie (Gesang), Art Miller (Bass), Joey Nash (Gesang), Gwynn Nestor (Gitarre), Al Philburn (Posaune), Howard Phillips (Gesang), Paul Ricci (Klarinette), Buddy Rich (Schlagzeug), Arthur Rollini (Tenor-Saxophon), Pee Wee Russell (Klarinette), Jack Russin (Piano), Artie Shaw (Klarinette, Alt-Saxophon), Al Sidell (Schlagzeug), Phil Sillman (Schlagzeug), Howard Smith (Piano), Sid Stoneburn (Klarinette), Jack Teagarden (Posaune), George Van Eps (Gitarre), Jane Vance (Gesang), Joe Venuti (Violine), Frank Victor (Gitarre), Herb Weil (Schlagzeug, Gesang).

## Zusammenstellungen mit Aufnahmen von Rollini
- Adrian Rollini – Bouncin’ in Rhythm. 1995 Pavilion Records, Ltd.
- The Goofus Five. 1998 Timeless Records
- Tap Room Swing. 2002 Living Era